# Yelena Grishina
Yelena Borisovna Grishina (en russe : Елена Борисовна Гришина), née le 6 novembre 1968, est une fleurettiste soviétique puis russe.

## Carrière
Licenciée au Dinamo Moscou, Yelena Grishina dispute l'épreuve de fleuret par équipes aux Jeux olympiques d'été de 1988 ; l'équipe soviétique termine quatrième. Elle est sacrée vice-championne du monde en fleuret par équipe aux Championnats du monde d'escrime 1989 à Denver et aux Championnats du monde d'escrime 1990 à Lyon. Aux Jeux olympiques d'été de 1992 à Tokyo, elle termine quatrième du fleuret par équipes sous les couleurs de l'Équipe unifiée. Elle remporte aux Championnats d'Europe d'escrime 1995 à Keszthely la médaille de bronze de l'épreuve individuelle de fleuret, sous les couleurs de la Russie.

## Famille
Yelena Grishina est la fille du nageur et joueur de water-polo Boris Grishin et de l'escrimeuse Valentina Rastvorova ainsi que la sœur du joueur de water-polo Evgeniy Grishin. C’est la mère de Sergey Bida, épéiste.